# Quadre (bicicleta)

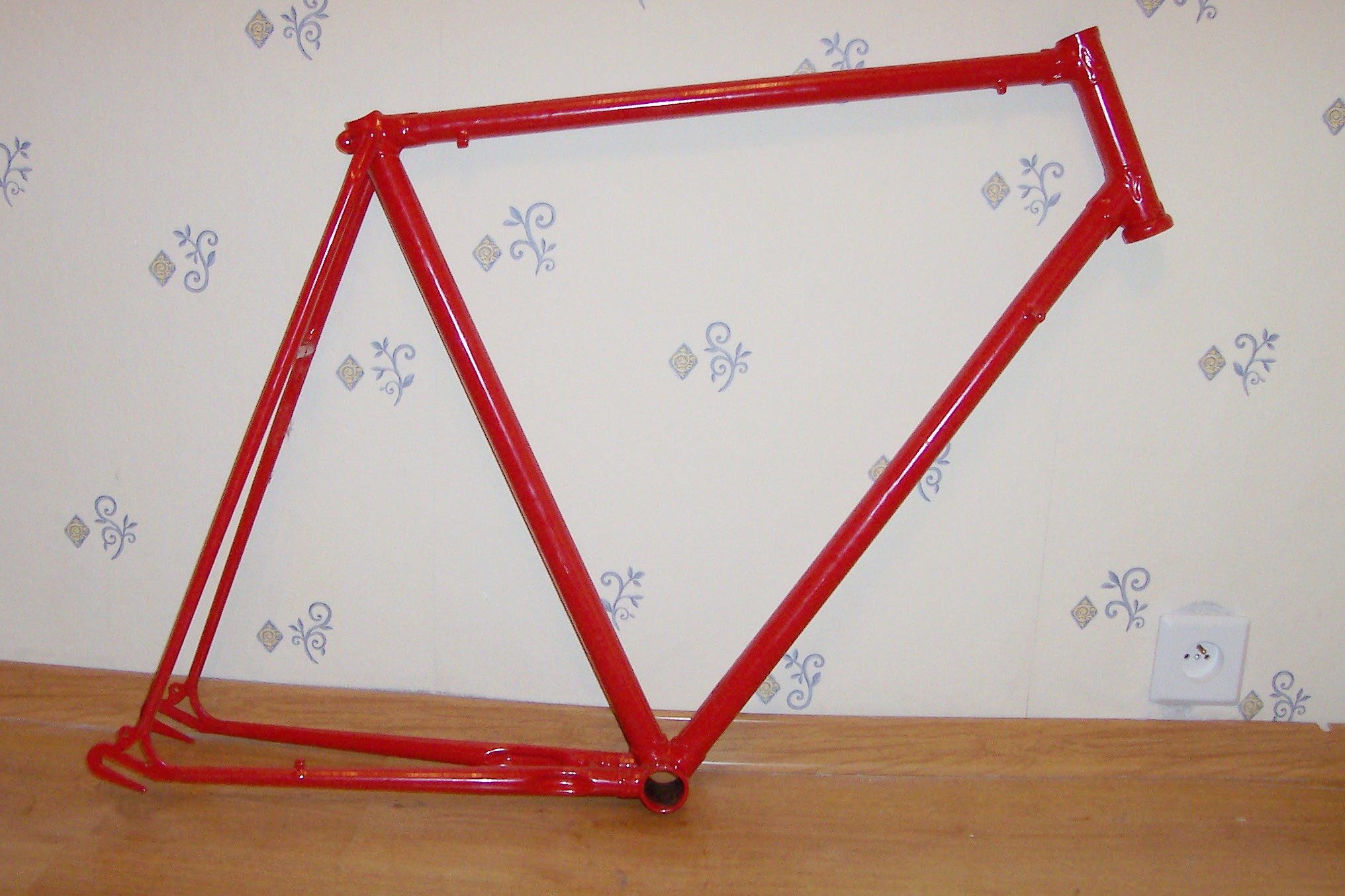
Figura 1. Quadre metàl·lic d'una bicicleta.

El quadre és la part fonamental d'una bicicleta, que proporciona una base on se situen els components principals del vehicle. Modernament el disseny bàsic de quadres es fa mitjançant dos triangles:
- Un triangle davanter, que consta d'un quadre horitzontal, un quadre inferior i un quadre vertical.
- Un triangle al darrere, format per dos parells de tirants, els del selló i els de cadena, units al quadre vertical que suporta el selló.

A aquest tipus de quadre, el triangle davanter suporta els pedals, la forquilla i el selló, mentre que el triangle darrer suporta i transmet a la roda del darrere les càrregues del selló i de la tracció i la transmissió
Al davant del quadre, el quadre horitzontal i l'inferior s'uneixen a la pipa de la direcció que és més curt que els altres i que serveix per a transmetre les càrregues a la roda davantera mentre que permet el gir de la forquilla. Amb aquesta unió i amb les unions de la resta de quadres i tirants al quadre vertical es forma un element estructural rígid i permanent, que constitueix el bastidor, tal qual es pot veure a la Figura 1.

## Tubs principals

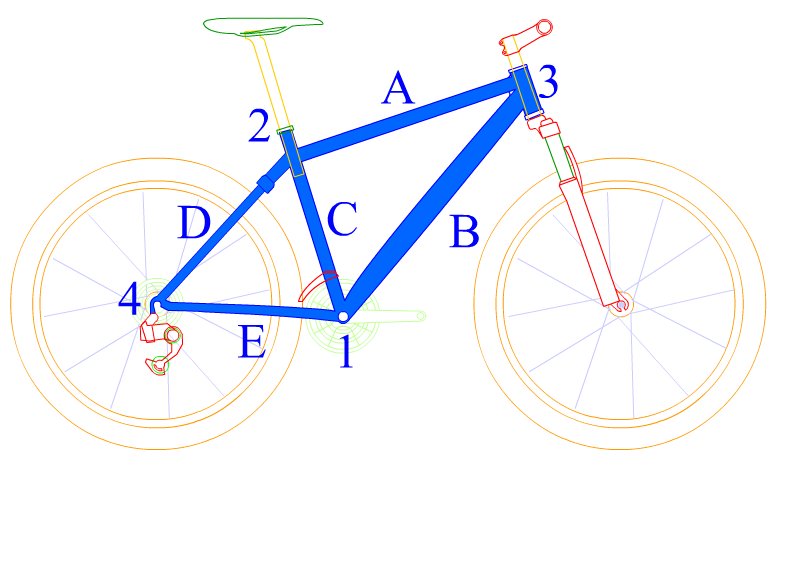
Figura 2. Tubs que formen el quadre d'una bicicleta

El quadre més comú, fet amb dos triangles, consta d'una sèrie de tubs, els quals tenen funcions particulars quant al seu treball a l'hora de suportar càrregues.

### Pipa de direcció
Es munta a la part davantera de la bicicleta. Aquest tub s'ha de muntar amb un coixinet de rodolament per a permetre el moviment relatiu del tub connectat al manillar i a la forquilla, que passa pel seu interior. També es pot donar el cas que la superfície de fricció siga la del mateix tub.

### Quadre horitzontal
Es troba a la part superior del quadre. El quadre horitzontal és un tub que uneix el de direcció amb el quadre vertical del seient, al qual se sol unir amb un reforç.

### Quadre vertical
Se situa en posició vertical. A aquest tub es connecten els principals tubs i tirants que formen el quadre. Al seu interior es troba la tija del selló, que té la funció de regular l'alçada, de manera que les seues característiques determinen la mida de la bicicleta.

### Quadre inferior
Es troba a la part davantera inferior del quadre, en diagonal amb l'horitzontal. Es tracta del tub que uneix estructuralment el tub de la direcció amb el tub vertical. La unió del tub vertical amb aquest es fa servir per a suportar la caixa del pedaler, es tracta d'una unió sotmesa a molts i variables esforços a la qual poden manifestar-se símptomes de fatiga.

### Tirants
Estan a la part del darrere del quadre. Transmeten les càrregues del pes del conductor del quadre vertical a la roda de la bicicleta. Se situen a banda i banda de la roda i són més prims que els altres tubs del quadre.

### Beines
Estan a la part inferior darrere del quadre. Van del pedaler a l'eix darrere. Són similars en mides als tirants i n'hi ha dues, una a cada banda de la roda.

### Tub de suport de l'eix pedaler

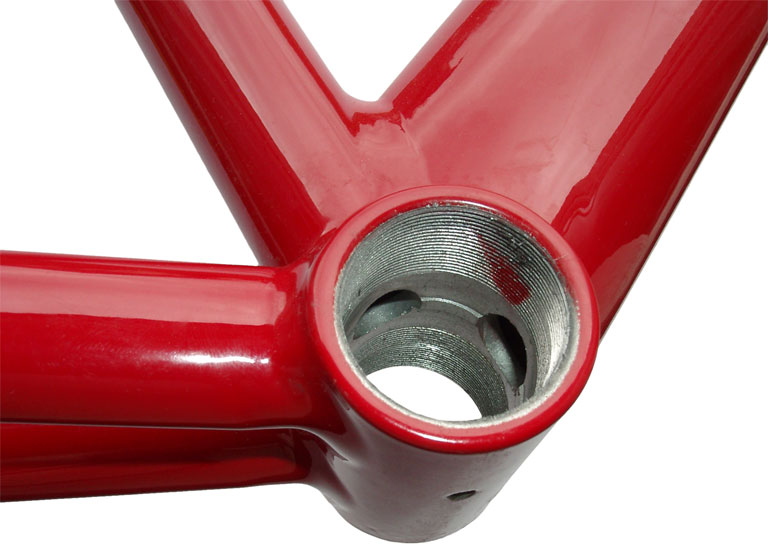
Figura 3. Tub roscat que suporta l'eix del plat

Es troba a la unió entre el quadre vertical, l'inferior i les beines. És el tub més curt del quadre de la bicicleta. La seua funció és la de suportar i permetre el muntatge de l'eix que suporta el pedaler. Aquest tub és buit i va enroscat per dins, permetent-ne l'allotjament de l'eix de suport. Té la particularitat de què la rosca interior està feta a esquerres, ja que el refregament viscós del moviment rotatiu del plat respecte de l'eix de suport genera un parell a dretes que el podria afluixar. Es pot trobar també el cas que el tub no siga roscat i es permeta un cert moviment relatiu entre el tub i l'eix al qual allotja.

## Geometria del quadre
La longitud dels tubs i els angles que formen a les unions, defineixen una geometria del quadre particular per a cada disseny. Comparant diferents geometries de quadre, els dissenyadors normalment prenen com a paràmetres els angles del tub del selló (o vertical), el de la direcció, la longitud del quadre superior (mesurada paral·lela a terra i la longitud del quadre vertical. Per a completar l'especificació d'una bicicleta per al seu ús, el ciclista ha d'ajustar les posicions relatives del selló, dels pedals i del manillar:
- L'altura del selló, és la distància del centre de l'eix pedaler al punt de referència al mig del selló.
- L'abast, és la distància del selló al manillar.
- La caiguda, és la distància vertical del punt de referència al mig del selló al manillar.
- L'endarreriment, és la distància horitzontal entre el davant del selló i el centre de l'eix pedaler.
- L'altura per damunt del terra, és la distància entre el terra i l'altura del quadre vertical.
- Superposició de peus, la mesura de la superposició dels peus amb l'àrea que pot recórrer la direcció.

La geometria del quadre depèn de l'ús al qual vaja dirigit. Per exemple, una bicicleta de carretera situarà el manillar a una posició més baixa relativa al seient, resultant per al ciclista una posició més rígida i vinclada. El cas contrari, és el de la bicicleta utilitària, que prioritza el confort i té el manillar més alt resultant en una posició més semblant a la d'assegut.
La geometria del quadre també afecta a les característiques de control del vehicle, cosa que la fa important des del punt de vista d'enginyeria del disseny del quadre.

### Grandària del quadre
La grandària del quadre era tradicionalment mesurat des del centre de l'allotjament de l'eix del pedaler fins al punt superior del quadre vertical. Per al cas masculí, són mesures típiques de 53 a 58 cm per a una bicicleta europea de curses o 46 cm per a una bicicleta de muntanya. La gran casuística de geometries de quadres és ara tractada mitjançant diferents maneres de mesurar el quadre. La tendència al cas de bicicletes turístiques és a tenir quadres més llargs, mentre que les de curses el tenen més compacte.

### Bicicletes de carretera i de triathlon
Una bicicleta de carretera es dissenya per a transmetre eficientment la potència impresa als pedals, optimitzant també en pes i en resistència aerodinàmica. En general, la bicicleta de carretera pot tenir una geometria de quadre tradicional, amb el quadre superior horitzontal o bé inclinat respecte a l'horitzontal.
La geometria tradicional dels quadres de bicicletes de carretera s'associen normalment amb més confort i major estabilitat, i tendeixen a tenir una base entre rodes major, que contribueix a aquestes característiques. Els quadres de bicicletes compactes tenen un menor centre de gravetat i tendeixen a tenir una menor base entre rodes, compactant en bona part el triangle darrer que formen els tirants, que confereixen a la bicicleta una major maniobrabilitat. Aquesta geometria més compacta també permet que la part superior del tub de direcció estiga per damunt del quadre vertical, de manera que l'altura per damunt del terra de la posició del selló resulta disminuïda, això influeix també a fer un buit a la part superior i a rebaixar el centre de gravetat.
Les bicicletes de carretera per a fer curses tendeixen a tenir un angle del tub vertical més pronunciat, mesurat des del pla horitzontal. Aquesta configuració permet que el ciclista se situe en una posició més aerodinàmica i profitosa des del punt de vista de la pedalada. Aquestes bicicletes en realitat sacrifiquen el confort de l'usuari pel major rendiment, en efecte, són bicicletes menys còmodes que les turístiques que tendeixen a tenir un angle menys obert respecte de l'horitzontal. Amb un angle menys obert, els tirants de la cadena s'han d'allargar, de manera que el centre de gravetat de la bicicleta se centre a la meitat del quadre de la bicicleta. A major llargària de base entre rodes, major absorció de les vibracions per part de l'estructura. És probable trobar-se a les bicicletes turístiques produïdes en massa amb angles més oberts, per tal d'evitar reconfigurar els punts de soldadura als processos automàtics que augmentarien els costs de fabricació en detriment del confort que proporciona un quadre fet amb les màquines configurades per aquest propòsit.

## Materials del quadre
Generalment, els tubs del quadre estan fets d'acer. Els quadres d'acer poden abastar des dels més comuns acers al carbó fins als més cars, que fan servir aliatges d'altes prestacions. Els quadres es poden fer també amb aliatges d'alumini, titani, fibra de carbó o fins i tot bambú. Ocasionalment, els quadres fets en doble triangle s'han format amb seccions diferents de la cilíndrica. Això inclou seccions en L i monocasc. Els materials que es fan servir en aquestos quadres inclouen fusta (sòlida o laminada), magnesi (barres en L de fosa) i termoplàstics. Algunes propietats que ajuden a definir-ne el material adequat per a una bicicleta són:
- Densitat
- Rigidesa
- Resistència a la tracció
- Elongació
- Límit de fatiga mecànica

### Acer
Els quadres d'acer es fan servir prou sovint en diferents tipus d'aliatges. Són forts, fàcils de treballar i relativament barats, però més densos (més pesats) que altres materials estructurals. Els tubs d'acer de diàmetres estàndards són normalment menys rígids que els tubs d'altres materials que suporten les mateixes càrregues. Aquesta flexibilitat dota a l'acer d'una major capacitat per absorbir les vibracions, que disminueix les molèsties per vibracions a l'usuari, comparat amb altres materials menys rígids, com per exemple tubs d'alumini sobredimensionats.
Un tipus clàssic de construcció de bicicletes de carretera i de bicicletes de muntanya fa servir tubs cilíndrics d'acer, que s'uneixen mitjançant ràcords. Els ràcords són unions fetes de peces més grosses d'acer. Els tubs es munten dintre dels ràcords, quedant totalment encercolada la part interior dels extrems dels tub soldada amb el ràcord. Històricament, les baixes temperatures associades amb la soldadura d'argent que tenien un menor impacte negatiu en la resistència del tub que les soldadures d'altes temperatures i permetien l'ús de tubs lleugers per fer-los servir sense cap pèrdua de resistència. Els avenços recents a la metal·lúrgia han permès la creació de tubs que no són influenciats negativament, o que les seues propietats són millorades, per la soldadura d'altes temperatures, que ha permès desplaçar l'ús dels ràcords en benefici de les soldadures TIG i MIG, exceptuant aquelles bicicletes amb millors acabats fetes en tallers per professionals. També es poden trobar quadres amb ràcords de disseny, que són molt cars deguts al cost major en mà d'obra dels processos, de manera que poden tenir majors prestacions o bé que el dissenyador vol deixar-hi el seu distintiu. A més, com els tubs d'acer es poden rovellar, tenir el quadre unit per ràcords resulta menys costós per a les substitucions de tubs, permetent el muntatge i desmuntatge de manera ràpida i segura.
Els mètodes més econòmics de soldadura fan servir soldadura TIG, de manera que no calen els ràcords per a unir els tubs. Amb aquest mètode, els tubs s'han d'alinear precisament 
Als tubs d'acer, fer servir tubs més grossos als extrems fa que es reduïsca el pes, encara que ho fa més car per la particularitat de les peces a emprar. La raó de la reducció de pes és la de fer servir majors grossors a les unions, on els esforços són majors, possibilitant així l'ús de seccions menys grosses als llocs on no se suportarà tant d'esforç.
Les bicicletes més barates es poden fer d'acer temperat, d'igual manera que poden fer-se servir als automòbils o altres màquines. No obstant això, les bicicletes amb quadres d'alta qualitat són construïdes fent servir acers d'alta resistència (generalment aliatges de tipus crom-molibdè) que poden presentar-se en forma de tubs lleugers amb espessors molt reduïdes. 

### Altres materials
Altres materials fets servir als quadres de bicicletes solen ser l'alumini, el titani o els materials compostos. El principal motiu per canviar a materials com aquestos pot ser principalment degut a la lleugeresa que els caracteritza, que pot fer-los més adequats per a les aplicacions on aquest siga un factor important.